# Funky house
El funky house es una variación del género house, que se destaca principalmente por el uso de voces, influencias de la era disco e instrumentos, como el piano, saxo y otros de su rango. Fue muy famoso entre el periodo de 1998 hasta mediados del 2006, aunque todavía se sigue produciendo, pero ya no con tanta captación del público en general.
Es más melodioso que el house original, está compuesto la mayoría de veces por acapellas de góspel y de cantantes con voces similares, su tempo promedio normal es de 126 BPM hasta 130 BPM, dependiendo la canción.
Entre sus artistas principales cabe destacar a David Morales, Harry "Choo Choo" Romero, Erick Morillo, Eric Prydz, Uniting Nations, Freemasons, Shapeshifters, Axwell, Cabin Crew, Soul Central, Armand van Helden, StoneBridge y Seamus Haji por citar a algunos. Algunos de estos artistas al ver que el funky house empezó a decaer en popularidad, por allá del 2006, dándole paso al electro house como estilo del House más popular y aceptado por el público se pasaron de producir funky house a producir y remezclar electro house.
En su época de mayor popularidad gozó de gran captación del público y era, junto al trance, uno de los géneros más escuchados de la época. Tanto así que disqueras como Ministry Of Sound se dedicaban mayormente a este subgénero del house que a otros subgéneros de este. Además se encontraban disqueras como Hed Kandi y  Fierce Angels que fueron creadas por Mark Doyle y se dedicaban en muchos de sus álbumes a este subgénero por completo.
Artistas más importantes del subgénero
- Danny Tenaglia
- David Morales
- Erick Morillo
- David Guetta
- Harry "Choo Choo" Romero
- Freemasons
- Frankie Knuckles
- The Shapeshifters
- Masters At Work
- Jestofunk
- Joey Negro
- Junior Jack
- Peter Rauhofer
- DJ Sneak
- Armand van Helden
- Lee Cabrera
- Aaron Smith
- Olav Basoski
- Miguel Migs
- Felix Da Housecat
- Boris Dlugosch
- Ian Pooley
- Robbie Rivera
- Boogie Pimps
- Bob Sinclar
- Martin Solveig
- Axwell
- Seamus Haji & Paul Emanuel (Haji & Emanuel)
- Stonebridge
- ATFC
- Mousse T.
- Knee Deep
- Soulshaker
- Solu Music
- Sophie Ellis-Bextor
- Soul Central
- Cabin Crew
- Lea Rognoni
- Eric Prydz
- Fedde le Grand
- Marshall Jefferson
- D.O.N.S.
- A-Studio
- Basement Jaxx
- Cassius
- Les Rythmes Digitales
- Roger Sánchez
- Eric Kupper
- Paul Johnson
- Mood II Swing
- Michael Gray
- Full Intention
- Hott 22
- Booty Luv
- Anthony Acid
- Steve Mac
- Steve Angello
- Sebastian Ingrosso
- Luka
- Dave Armstrong
- Blaze
- Shakedown
- Moto Blanco
- Layo & Bushwacka!
- Future Funk
- George Morel
- Stereo Star
- Scape
- Uniting Nations
- Belezamusica
- Studio B
- Bini & Martini
- Manoloop
- Digital Dog
- 2 Heads
- Stereopol
- Raven Maize
- DJ Karotte
- The Disco Boys
- Dj Zurdito